# ミドルベリー大学
ミドルベリー大学（Middlebury College) は、アメリカ合衆国バーモント州の小都市、ミドルベリーに位置するリベラル・アーツ・カレッジ。リトル・アイヴィーに属する、米国最古のリベラルアーツ大学のひとつ。また1823年にアフリカ系アメリカ人に初めて学士号を与えた大学としても知られる。全米50州ならびに70カ国以上から約2500人の学生が集っている。
入学に関しては最難関校のひとつであり、2016年の670人の入学枠（2017年２月入学枠を含む)に対して8,820人が受験、1,415人が合格している（合格率16.0％)。SAT-Iの25%-75%レンジのスコアーは1950–2240、ACTは、30–33だった。
米国のリベラル・アーツ・カレッジ（Liberal Arts Colleges）のランキングでも毎年トップ1パーセントの最上位グループに位置している。U.S. News and World Report は総合評価においてミドルベリーを全米リベラルアーツカレッジ中第4位にランクしている。教官一人に対する平均生徒数は9人と少なく、少人数の参加型クラスが多いのも特徴。寮が完備されており、学生の殆どがキャンパス内にある寮で生活を共にしている。グリーンマウンテンズとアディロンダック山地を望む開放的なキャンパスの四季を通じた美しさにも定評があり、大学が所有するスキー場などを中心にウインタースポーツも盛んである。

## 専攻
- American Studies
- Arabic
- Biology
- Chemistry & Biochemistry
- Chinese
- Classical Studies
- Classics
- Computer Science
- Dance
- Economics
- English & American Literatures
- Environmental Studies
- Film & Media Culture
- French
- Geography
- Geology
- German
- History
- History of Art & Architecture
- International Politics & Economics
- International Studies
- Italian
- Japanese
- Literary Studies
- Literature Program
- Mathematics
- Molecular Biology & Biochemistry
- Music
- Neuroscience
- Philosophy
- Physics
- Political Science
- Psychology
- Religion
- Russian
- Sociology & Anthropology
- Spanish & Portuguese
- Studio Art
- Teacher Education
- Theatre
- Women's and Gender Studies

## 大学関係者
主要記事：英語版ウィキペディア：ミドルベリー大学の卒業生一覧

### 著名な卒業生
- ジョージ・ローランド - 明治日本で活躍したアメリカン・ボードの宣教師。
- テッド・キング - 自転車競技（ロードレース）選手。サーヴェロ・テストチーム所属。
- マイケル・ローディング - マイクロソフト日本法人元社長 (2003-2005)。
- アイヴァー・マウントバッテン - 広義のイギリス王室成員。